# Lubomír Volný
Lubomír Volný (* 3. července 1973 Ostrava) je český učitel a politik, v letech 2017–2021 poslanec Poslanecké sněmovny PČR, v letech 2016–2020 zastupitel Moravskoslezského kraje, bývalý člen hnutí SPD, v letech 2019–2021 předseda hnutí Jednotní, ve volbách do Poslanecké sněmovny v roce 2021 volební lídr strany Volný blok (dnes ČSSD – Česká suverenita sociální demokracie), od května 2022 předseda vlastní strany Volný blok.

## Podnikání
Vystudoval obory tělesná a technická výchova na Pedagogické fakultě Ostravské univerzity. K říjnu 2017 žil v Ostravě.
Od roku 2015 působil jako jednatel a společník firmy Color Inovations. V září 2019 jeho funkce jednatele zanikla a v lednu 2020 byla funkce jednatele i společníka vymazána. Od prosince 2016 do listopadu 2017 byl členem dozorčí rady akciové společnosti Sanatorium Jablunkov. Členství ukončil po získání poslaneckého mandátu.

### Obchod s chudobou
V letech 2012 a 2013 zakoupil za 3,2 milionů korun dva domy ve vyloučené lokalitě Zadní Přívoz v ostravské čtvrti Přívoz. Šest bytů v těchto zchátralých domech pronajímá převážně sociálně slabým romským rodinám za vyšší než běžný nájem. Médii byl za to kritizován za podílení se na obchodu s chudobou. Na otázky proč Volný nechává nájemníky bydlet ve zdevastovaných domech odpověděl: „Žijí v tom, co si sami způsobili. Opravdu jim tam po večerech nechodím ničit dveře, kuchyňské linky, záchody a tak dále. Neolupuji tam omítky ani nekradu okapové roury. A už nedám ani korunu na to, abych zvyšoval kvalitu bydlení někomu, kdo neumí bydlet. Mé domy jsou vizitka romské komunity a její kultury v romských čtvrtích. A také vizitka absolutní neúspěšnosti všech romských neziskovek.“

## Politické působení
Byl členem hnutí Svoboda a přímá demokracie (SPD) a předsedou jeho krajské organizace. V prosinci 2016 vystoupil proti možnému stěhování uprchlíků do bytů v havířovské městské části Šumbark.
V krajských volbách v roce 2016 byl zvolen jako člen SPD na kandidátce subjektu „Koalice Svoboda a přímá demokracie – Tomio Okamura (SPD) a Strana Práv Občanů“ zastupitelem Moravskoslezského kraje. Působil jako člen Výboru pro výchovu, vzdělávání a zaměstnanost a člen Výboru pro tělovýchovu a sport.
Ve volbách do Poslanecké sněmovny PČR v roce 2017 byl lídrem hnutí SPD v Moravskoslezském kraji a z této pozice byl zvolen poslancem.
Ve své místní organizaci SPD čelil Volný opakovaně od kolegů nařčením z nedemokratičnosti, čistek ve straně, likvidování názorových oponentů a dosazování rodinných příslušníků a loajálních podřízených na klíčové stranické posty. Po neúspěšné snaze spolustraníků uspořádat v místní organizaci referendum a po neúspěšné žádosti o vyřešení sporu směřované k místopředsedovi SPD Radimu Fialovi a předsedovi hnutí Tomio Okamurovi opustila část členů moravskoslezskou SPD.
V únoru 2019 se rozhodl kandidovat proti Tomio Okamurovi na předsedu SPD a strana následně zrušila svou moravskoslezskou buňku, takže přestal být krajským předsedou. V březnu 2019 Lubomír Volný oznámil, že vystupuje z hnutí SPD a zakládá vlastní hnutí Jednotní – alternativa pro patrioty (JAP). Spolu s ním odešli také Marian Bojko a Ivana Nevludová. Ve volbách do Evropského parlamentu v květnu 2019 kandidoval jako člen hnutí JAP na 6. místě kandidátky hnutí Alternativa pro Českou republiku 2017 (APAČI 2017). Zvolen však nebyl, neboť uskupení získalo pouze 0,49 % hlasů a sám Volný 999 preferenčních hlasů.
V krajských volbách v roce 2020 obhajoval jako člen hnutí Jednotní post zastupitele Moravskoslezského kraje, ale tentokrát neuspěl. V únoru 2021 začal působit v politické straně Volný blok. Ve volbách do Poslanecké sněmovny PČR v roce 2021 byl lídrem strany Volný blok v Moravskoslezském kraji, která ve volbách získala pouze 1,33 % hlasů a do Sněmovny se tak vůbec nedostala.
V lednu 2022 upozornil server iROZHLAS na skutečnost, že 19. října 2021 (tedy 10 dní po volbách, v nichž neuspěl) nastoupil na nemocenskou vypočítanou z poslaneckého platu. Přesto však objížděl Česko a účastnil se demonstrací proti povinnému očkování. Nemocenskou nakonec 7. ledna 2022 ukončil.
V lednu 2022 odešel ze strany Volný blok, které předsedala Jana Volfová a která se následně vrátila k názvu Česká Suverenita (později ČSSD – Česká suverenita sociální demokracie). Následně pak v dubnu 2022 založil vlastní stranu Volný blok, které od května 2022 předsedá.

### Konflikty ve Sněmovně
Dne 1. února 2019 vyzval v Poslanecké sněmovně PČR poslance České strany sociálně demokratické Jana Birkeho, aby si šli spory „vyříkat ven“. Volného vystoupení provázelo bouchání do lavic a projevy nesouhlasu části sněmovny. Někteří poslanci se později nechali slyšet, že Volného jednání doporučí k projednání mandátovému a imunitnímu výboru. Birke se Volnému za pokřikování z lavice dodatečně omluvil.
V červenci 2020 se s bývalým ministrem financí Miroslavem Kalouskem přel o plakát s nápisem ALL LIVES MATTER, který si Volný do jednacího sálu přinesl. Přestože podobné transparenty jednací řád Poslanecké sněmovny používat umožňoval, Kalousek transparent opakovaně bral a posléze zahodil. Volný poté transparent vytrhl Kalouskovi z ruky.

Dne 21. ledna 2021 napadl předsedajícího schůze Tomáše Hanzela, tehdejšího místopředsedu Poslanecké sněmovny, který mu při jednání vypnul mikrofon s tím, že se Volný nevyjadřoval k tématu. Volný následně šel svůj proslov dokončit na místo předsedajícího, kde se pokusil uzurpovat mikrofon a fyzicky i slovně napadal poslance, kteří mu v tom chtěli zabránit. Na jednoho z nich, Ondřeje Veselého (ČSSD) Volný křičel: „Jestli tady pudeš, dostaneš flákanec!“, z čehož se záhy stala legendární hláška. Volný byl následně vykázán ze Sněmovny až do konce jednacího dne. Premiér Andrej Babiš i většina z vyjádřivších se poslanců a poslankyň poté Volného chování odsoudila. Mandátový a imunitní výbor Poslanecké sněmovny Volnému udělil pokutu ve výši jednoho poslaneckého platu (přibližně 90 800 Kč), Volný ji však zaplatit odmítl a v celé věci se považoval za napadeného. Fyzickou potyčku vyšetřovala také policie jako podezření z výtržnictví.
V březnu 2021 bylo kolem jeho místa v Poslanecké sněmovně instalováno plexisklo poté, co odmítal nosit roušku, a ohrožoval tak poslance Pirátské strany sedící v jeho bezprostředním okolí.

### Obstrukce
Během svého působení v Poslanecké sněmovně opakovaně na několik hodin zablokoval jednání sněmovny, když například předčítal z knihy o biotopech nebo podával řadu pozměňovacích návrhů s gramatickými chybami. Předsedající jedné ze schůzí v květnu 2021 Vojtěch Filip jej upozornil, že nemluví k věci, a že mu z tohoto důvodu může odejmout slovo. Volný na toto upozornění reagoval slovy: „Víte, co se děje, když mi někdo vypne mikrofon.“
V červenci 2021 pak při svých obstrukcích po celou dobu svého projevu mlčel. Po vypršení pětiminutového časového limitu následně odmítal opustit řečniště a přinesl si židli, na kterou se usadil. Došlo tak k přerušení celé schůze. Předseda sněmovny Vondráček jej poté vyloučil z jednání, Volný to však nerespektoval a musel být násilně vyveden policií. Během potyčky s vyvádějícími policisty utrhnul mikrofony a povalil celý řečnický pultík.
Při jednání Poslanecké sněmovny o odvolání Hany Lipovské z Rady České televize dne 17. září 2021 se Volný opět pokusil zablokovat hlasování obsazením řečnického pultíku, odmítal uposlechnout výzev předsedy Radka Vondráčka k opuštění místa, načež se přesunul k místu pro předsedajícího schůze a při nuceném vyvedení ochrannou službou poškodil zařízení. Incidentem vyvrcholila série Volného obstrukcí.

## Působení na sociálních sítích a šíření poplašné zprávy
V souvislosti s pandemií covidu-19 umístil v březnu 2021 na svůj facebookový profil zprávu o tom, že se má údajně připravovat spiklenecká diskreditace léku ivermektinu organizovaným usmrcováním léčených pacientů. Policie ČR nejprve avizovala, že si Volného předvolá k vysvětlení, 20. května pak oficiálně požádala Sněmovnu o jeho vydání k trestnímu stíhání pro podezření ze šíření poplašné zprávy. Již předtím, počátkem března 2021, Volný sdílel na svém facebookovém profilu dezinformaci (původně publikovanou dezinformačním serverem Aeronet) o tom, že pohyb letadla společnosti DHL, které o den dříve kroužilo nad brněnským letištěm, měl údajně souviset se šířením britské mutace koronaviru v Česku. Řízení letového provozu ČR vzápětí spekulace vyvrátilo a společnost DHL zprávu označila za hoax.
Dne 10. června 2021 zrušila společnost Facebook Volného profilovou stránku s asi 78 tisíci fanoušky a 104 tisíci sledujícími. Tento krok byl odůvodněn opakovaným porušováním pravidel sociální sítě, především těch týkajících se „šíření nenávisti, šikany, obtěžování a nahoty“. Volný uvedl, že smazání očekával a že bude své příspěvky šířit dál, ať už prostřednictvím příznivců, nebo na jiných sociálních sítích.
V dubnu 2022 navrhla policie obžalovat Volného z trestného činu šíření poplašné zprávy. V období nouzového stavu měl podle vyšetřovatelů na facebookovém profilu šířit poplašnou zprávu o spiknutí, jehož cílem je diskreditace léku ivermektin. Prostředkem diskreditace mělo být podle Volného zabití pacientů. V prosinci 2022 mu byl za šíření poplašné zprávy Obvodním soudem pro Prahu 7 udělen podmíněný trest v délce trvání dvou let. Volný se proti verdiktu odvolal, Městský soud v Praze však verdikt v květnu 2023 potvrdil. Volný se k soudu nedostavil, dle soudu pak Volný nepochopil podstatu trestního řízení.
Server Seznam Zprávy jej v červnu 2023 zařadil na seznam osob, které vydělávají pomocí šíření strachu a manipulací.

## Názory
V dubnu 2018 se na zasedání výboru pro evropské záležitosti Poslanecké sněmovny vyjádřil negativně vůči studijním pobytům v rámci programu Erasmus+. Mladí lidé, kteří odjíždějí studovat do západní Evropy, podle Volného získávají zkreslené informace o tamním životě a přijímají pak Evropskou unii nekriticky. Studijní pobyty označil za „zlatou klec“ a studenty na ně jezdící za „kampusové povaleče“.
V souvislosti s pandemií covidu-19 na sebe upozornil, když v Poslanecké sněmovně opakovaně odmítl nosit roušku jako součást protiepidemických opatření. Ve svých dalších vyjádřeních přirovnal potenciální znevýhodňování osob neočkovaných proti covidu-19 ke stigmatizaci Židů žlutou hvězdou za časů nacismu, omezení vstupu neočkovaných do prostředků hromadné dopravy v Austrálii pak nazval „korporátním fašismem“. Volný se také zařadil mezi zastánce léčby covidu-19 ivermektinem.

Je dlouhodobým obdivovatelem ruského prezidenta Vladimíra Putina. Na sociálních sítích schvaloval ruskou invazi na Ukrajinu a ukrajinského prezidenta Volodymyra Zelenského označil za masového vraha. Kvůli těmto výrokům byl Volný v roce 2022 vyšetřován policií, která však případ odložila. Volný také na síť Twitter také napsal, že „Evropa potřebuje více Putinů a Orbánů a méně zločinců a teroristů, jako jsou zločinecké organizace EU a NATO“. V dubnu 2025 se Volný na Facebooku pochlubil bilboardem na němž je fotografie, kde si  podává ruku s Vladimírem Putinem doplněnou textem „Rusko není nepřítel, Rusko je příležitost“. Fotografie byla však pouze fotomontáží, Volný se s Putinem nikdy osobně nesetkal. Na originální fotografii byl vyfocen Putin s Viktorem Orbánem, což naznačovala i ponechaná maďarská vlajky v pozadí.